# جان ساملز
جان ساملز (انگلیسی: Jon Sammels؛ زادهٔ ۲۳ ژوئیهٔ ۱۹۴۵) بازیکن فوتبال اهل بریتانیا است.
از باشگاه‌هایی که در آن بازی کرده‌است می‌توان به باشگاه فوتبال لستر سیتی، باشگاه فوتبال نانیتون تاون، باشگاه فوتبال آرسنال، و تیم ملی فوتبال زیر ۲۱ سال انگلستان اشاره کرد.
وی همچنین در تیم‌های ملی فوتبال زیر ۲۳ سال و جوانان انگلستان بازی کرده‌است.